# Distretto di Aydınlar

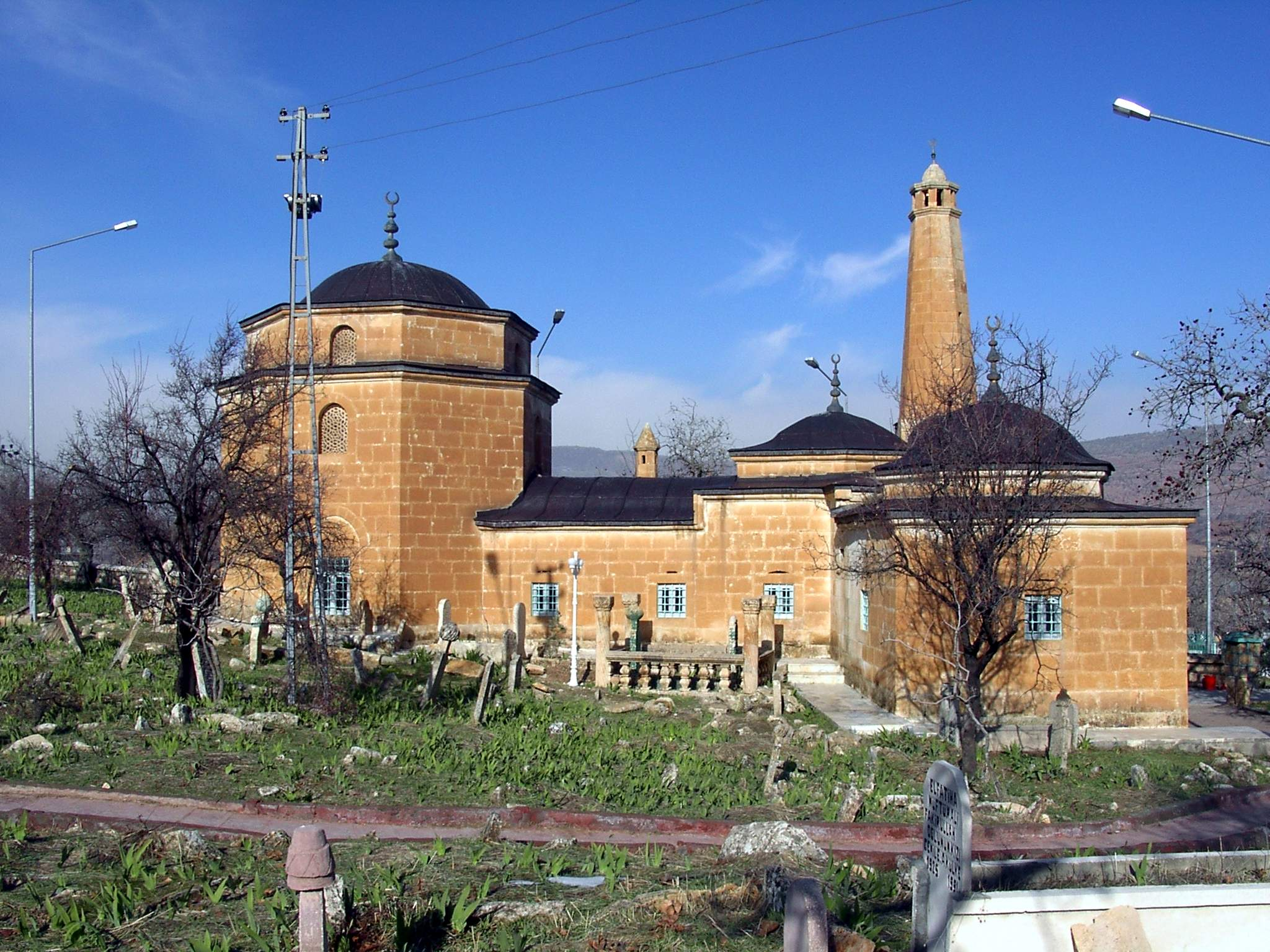
İbrahim Hakkı shrine in Tillo

Il distretto di Aydınlar (in turco Aydınlar ilçesi) è uno dei distretti della provincia di Siirt, in Turchia.